# Giorgio Federico Ghedini
Giorgio Federico Ghedini, född den 11 juli 1892 i Cuneo, död den 25 mars 1965 i Nervi (Genova), var en italiensk kompositör och musikpedagog.

## Karriär
Under studieåren studerade han orgel, piano och komposition i Turin. Studierna avslutades med en examen i komposition i Bologna, under ledning av Marco Enrico Bossi, 1911. Därefter arbetade han under en tid som dirigent, innan han slog in på lärarbanan. Som lärare i komposition arbetade han i Turin (1918-1937), i Parma (1937-1941) och slutligen i Milano (1951-1962). Bland hans elever kan nämnas Marcello och Claudio Abbado, Luciano Berio, Niccolò Castiglioni, Carlo Pinelli och Fiorenzo Carpi.

## Musikstil
Ghedinis inspirerades av musiken från renässansen liksom från barocken-eran, men blandade upp detta med en mer modern och personlig stil. 

## Musikproduktion
- Marinaresca e bacchanale for orchestra (1933) [1]
- Concerto dell'albatro (1943)
- Violin Concerto "Il belprato"
- Concerto for viola, viola d'amore, and string orchestra
- Studio da concerto, for guitar
- "Musica concertante" for Cello and Orchestra
- "Invenzione" Concerto for Cello, Orchestra, Timpani and Cymbals
- "Concerto" two Cellos and Orchestra
- Musica da Concerto for Viola and String Orchestra (1953)
- Pezzo Concertante for 2 Violins, Viola and Orchestra (1931)
- Concertato for Flute, Viola and Harp (1941)
- Contrappunti for violin, viola, cello and orchestra (1962)

## Operor
- Gringoire (1915)
- Maria d'Alessandria (1937)
- Re Hassan (1939)
- La Pulce d'oro(1940)
- Le Baccanti (1948)
- Billy Budd (1949)
- Lord Inferno (1952)
- Girotondo (1959)
- La via della croce (1961)